# 1360
| 1360               |
| ------------------ |
| Dødsfald - Fødsler |
|                    |

| Gregoriansk kalender | 1360 MCCCLX             |
| Ab urbe condita      | 2113                    |
| Armensk kalender     | 809 ԹՎ ՊԹ               |
| Kinesiske kalender   | 4056 – 4057 己亥 – 庚子 |
| Etiopisk kalender    | 1352 – 1353             |
| Jødisk kalender      | 5120 – 5121             |
| Hindukalendere       |                         |
| - Vikram Samvat      | 1415 – 1416             |
| - Shaka Samvat       | 1282 – 1283             |
| - Kali Yuga          | 4461 – 4462             |
| Iransk kalender      | 738 – 739               |
| Islamisk kalender    | 761 – 762               |

Konge i Danmark: Valdemar 4. Atterdag 1340-1375
Se også 1360 (tal)

## Begivenheder
- Landsfredsforordningen
- 24. maj - ved Danehof i Kalundborg enes Valdemar Atterdag med adelen og gejstligheden om at holde fred i Danmark - "Den store landefred".